# 1709 год в музыке

## События
- Иоганн Георг Пизендель (нем. Johann Georg Pisendel) покидает свой пост в придворном оркестре маркграфа ансбахского и переезжает в Лейпциг, познакомившись по дороге с Иоганном Себастьяном Бахом.

## Классическая музыка
- Уильям Бэйбл (англ. William Babell) — The Third Book of the Ladys Entertainment.
- Иоганн Себастьян Бах (приблизительная дата) — Фуга ля мажор на тему Томазо Альбинони, BWV 950.
- Луи-Антуан Дорнель (фр. Louis-Antoine Dornel) — Livre de simphonies contenant six suites en trio avec une sonate en quatuor.
- Кристоф Граупнер — около 20 кантат.
- Мишель Пиньоле Монтеклер (фр. Michel Pignolet de Montéclair) — кантата La Mort de Didon.
- Джузеппе Торелли — Кончерто гроссо, Op. 8: no 6 in G minor «Christmas Concerto» (опубликован посмертно).

## Опера
- Эмануэле д’Асторга — «Дафна» (итал. Dafne).
- Микеле Фалько — «Лолло, смотритель писсуаров» (итал. Lo Lollo pisciaportelle).
- Георг Фридрих Гендель — «Агриппина» (итал. Agrippina).
- Джузеппе Мария Орландини — «Ненависть и любовь» (итал. L’odio e l’amore).

## Родились
- 1 января — Иоганн Генрих Хартман Бец (нем. Johann Heinrich Hartmann Bätz), немецкий органный мастер, большую часть жизни проведший в Нидерландах (умер 13 ноября 1770).
- 24 января — Франсуа Бедо де Селле (фр. François Bédos de Celles), более известен как Дон Бедо де Селле (фр. Dom Bédos de Celles), бенедиктинский монах и органный мастер (умер 25 ноября 1779).
- 16 февраля (крещён) — Чарльз Ависон (англ. Charles Avison), английский композитор и органист, автор первой критической работы на английском языке (умер 9 или 10 мая 1770).
- 27 марта — Уильям Флактон (англ. William Flackton), английский книготорговец и издатель, любитель-музыкант (органист, альтист) и композитор (умер 5 января 1798).
- 14 апреля — Шарль Колле, французский поэт-песенник, композитор, драматург и завсегдатай парижских гогетт (умер 3 ноября 1783).
- 25 июня — Франческо Доменико Арайя, итальянский оперный композитор, придворный капельмейстер российских императриц Анны Иоанновны и Елизаветы Петровны (умер 1767/1771).
- 8 августа — Герман Антон Гелинек (нем. Hermann Anton Gelinek), немецкий монах ордена премонстрантов, музыкант и композитор (умер 5 декабря 1779).
- 25 октября — Георг Гебель младший (нем. Georg Gebel der Jüngere), немецкий музыкант и композитор, сын и ученик музыканта и композитора Георга Гебеля старшего (умер 24 сентября 1753).
- 22 ноября (крещён) — Франтишек Бенда (чеш. František Benda), чешский скрипач и композитор, брат Иржи Антонина Бенды, работал большую часть своей жизни при дворе Фридриха Великого (умер 7 марта 1786).
- 1 декабря — Франц Ксавер Рихтер, немецкий композитор чешского происхождения, принадлежавший к мангеймской школе (умер 12 сентября 1789).
- Дата неизвестна — Кристоф Шаффрат (нем. Christoph Schaffrath), немецкий музыкант и композитор (умер 7 февраля 1763).

Вероятно — Ричард Шарке (англ. Richard Charke), английский скрипач, композитор, оперный баритон и драматург (умер в 1738).

## Умерли
- 8 февраля — Джузеппе Торелли, итальянский композитор, скрипач, альтист и педагог, брат художника Феличе Торелли (родился 22 апреля 1658).
- 17 июля — Паскаль Коллас (фр. Pascal Collasse), французский композитор эпохи барокко, ученик Жан-Батиста Люлли (крещён 22 января 1649).

Дата неизвестна —
- Кристофоро Карезана (итал. Cristoforo Caresana), итальянский оперный тенор, органист и композитор (родился в 1640).
- Джованни Гранчино (итал. Giovanni Grancino), итальянский скрипичный мастер (родился в 1637).